# Archivolta

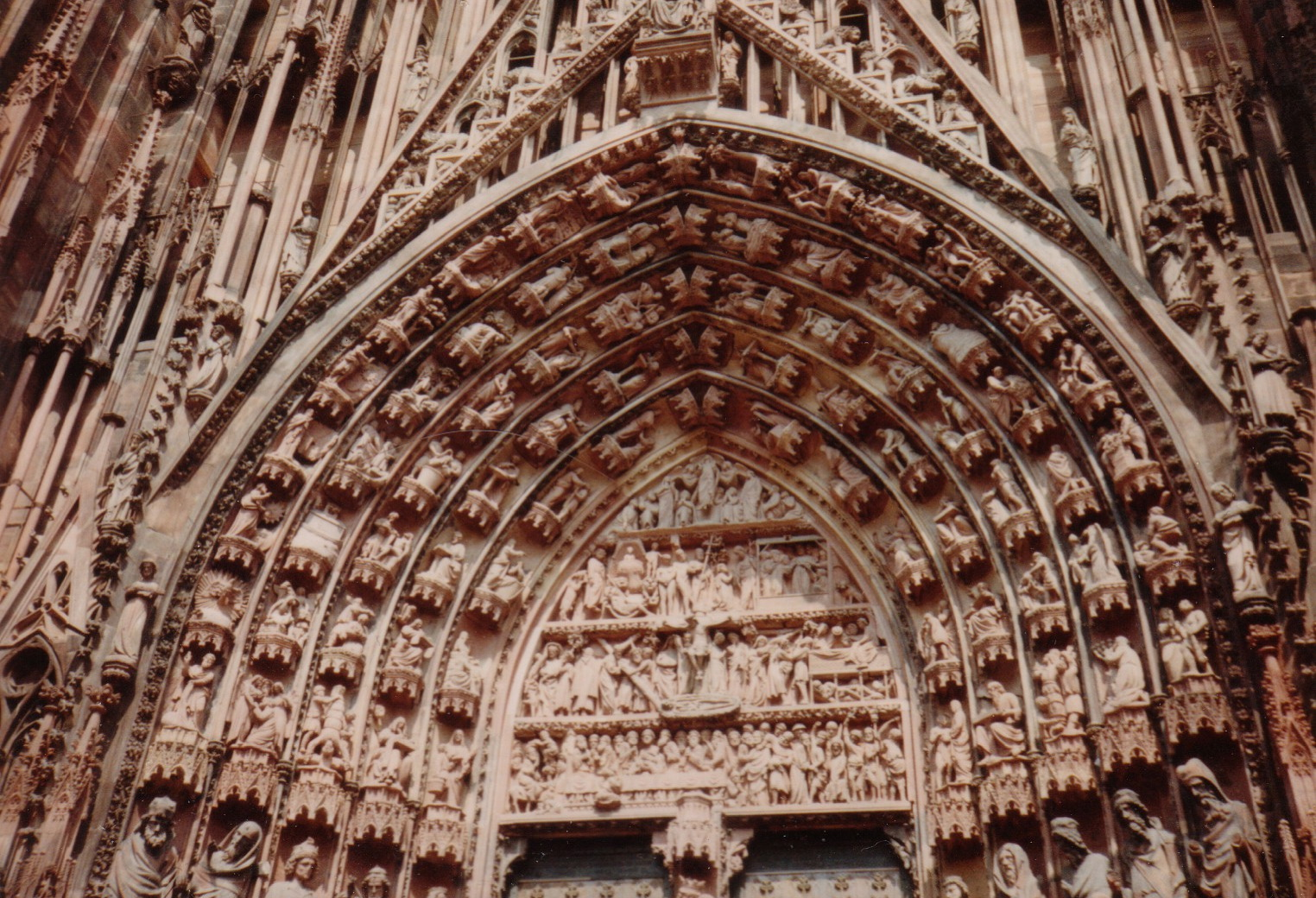
Archivolta a tympanon gotického portálu Štrasburské katedrály

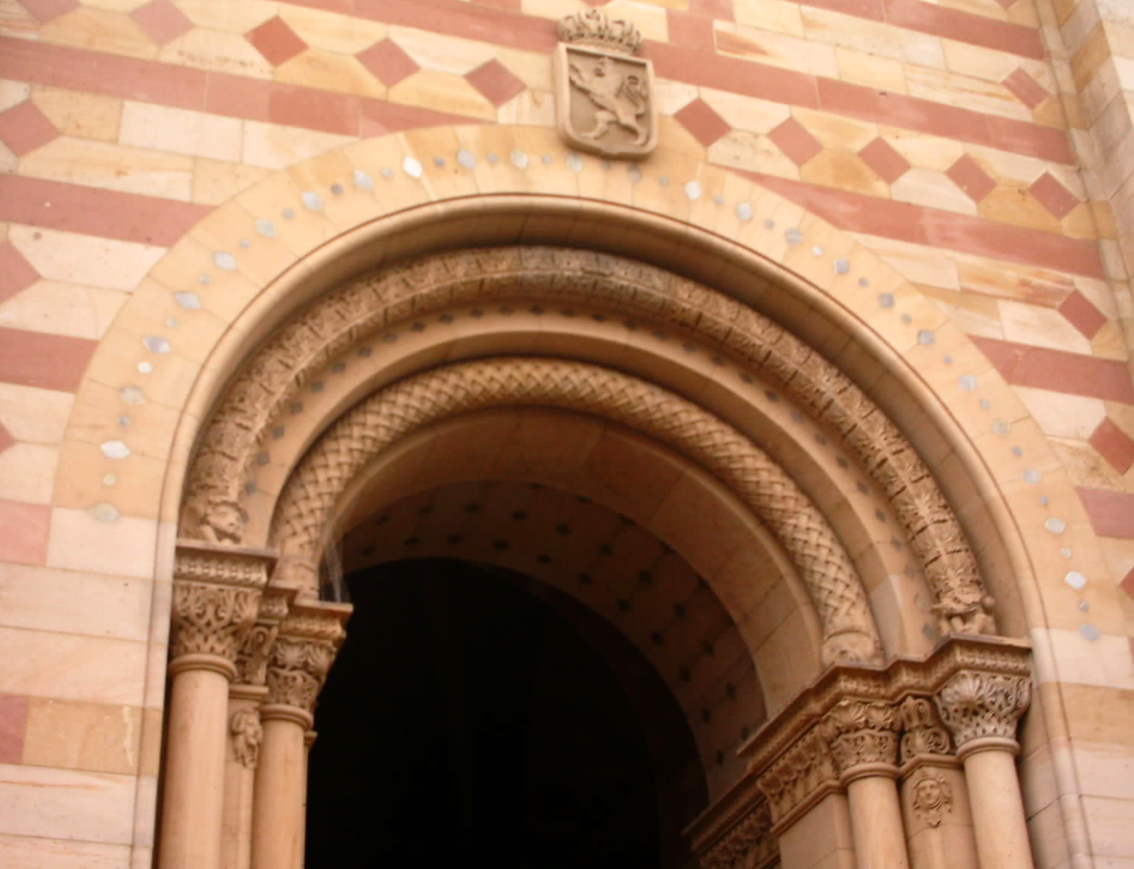
Archivolta románského portálu katedrály ve Špýru

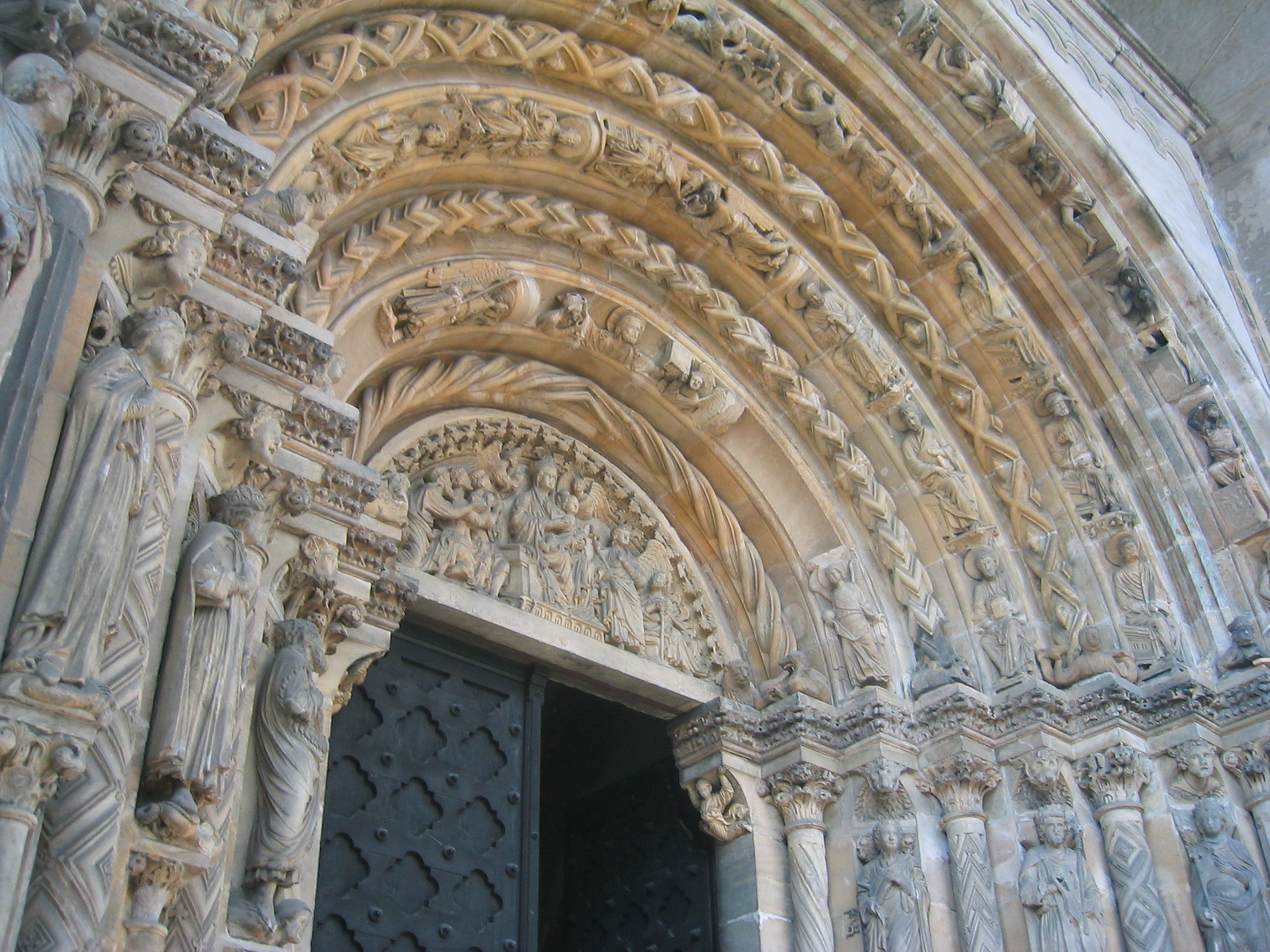
„Zlatá brána“ dómu ve Freibergu

Archivolta (ital. Archivolte z latinského lat.: Arcus volutus – zvlněný oblouk) je označení plasticky zvýrazněného čela oblouku v architektuře. U románských a gotických ústupkových portálů má podobu
souboru zmenšujících se a do hloubky ustupujících oblouků zpravidla dekorativně zdobených.

## Popis
Původně byly archivolty členěny prostými pravoúhlými ústupky v podstatě tak, že byla klenba tvořena několika vrstvami klenáků, přičemž každá vrstva byla o část svého objemu vysunuta. Celý ústupkový portál se proto nálevkovitě zužuje. Archivolta může být bohatě profilována a osazena figurální výzdobou.

## Výzdoba
Archivolty románských portálů byly zdobeny pomocí profilace, zpravidla oblounů korespondujících se sloupky vloženými do svislé část portálu. Často se zde objevuje také ornamentální vlys. U pozdně románských archivolt může mít i figurální podobu (například Zlatá brána Freiberského dómu) V gotickém slohu jsou archivolty pravidelně osazovány bohatou figurální výzdobou, zpravidla korespondující s ikonografickým programem tympanonu. Často jsou v archivoltách umístěny například sochy andělů, představujících andělský chór. Sochy jsou velmi často doplněny baldachýny, (viz fotografii archivolty portálu Štrasburské katedrály)